# 선원들
선원들(The Seafarers)은 미국에서 제작된 스탠리 큐브릭 감독의 1953년 다큐멘터리 영화이다. Lester Cooper 등이 제작에 참여하였다.
스탠리 큐브릭의 4번째 영화이자 3번째 단편 다큐멘터리이다. 이 영화는 큐브릭의 첫 컬러 영화이다.
2008년 DVD로 출시되었다.